# Adriana Zaleska-Medynska
Adriana Zaleska-Medynska (ur. 20 kwietnia 1967 w Gdyni) – polska chemiczka, profesor nauk chemicznych, specjalizująca się w katalizie heterogenicznej i chemii środowiskowej. Od 2020 dyrektor Związku Uczelni w Gdańsku im. Daniela Fahrenheita.